# Liste der Bodendenkmäler in Bruckmühl
Auf dieser Seite sind die Bodendenkmäler in dem oberbayerischen Markt Bruckmühl zusammengestellt. Diese Tabelle ist eine Teilliste der Liste der Bodendenkmäler in Bayern. Grundlage ist die Bayerische Denkmalliste, die auf Basis des Bayerischen Denkmalschutzgesetzes vom 1. Oktober 1973 erstmals erstellt wurde und seither durch das Bayerische Landesamt für Denkmalpflege geführt wird. Die folgenden Angaben ersetzen nicht die rechtsverbindliche Auskunft der Denkmalschutzbehörde.

## Bodendenkmäler in Bruckmühl
| Lage       | Objekt | Akten-Nr.     | Bild |
| ---------- | --- | ------------- | ---- |
| (Standort) | Siedlung vorgeschichtlicher Zeitstellung und Reihengräberfeld des frühen Mittelalters.                                                                                           | D-1-8137-0021 |      |
| (Standort) | Grabhügel vorgeschichtlicher Zeitstellung. | D-1-8137-0035 |      |
| (Standort) | Burgstall des hohen und späten Mittelalters („Stiegelburg“) und Brandopferplatz der Bronzezeit und Urnenfelderzeit.                                                              | D-1-8137-0036 |      |
| (Standort) | Verebnete Grabhügel der Hallstattzeit. | D-1-8137-0037 |      |
| (Standort) | Brandgräber der Urnenfelderzeit. | D-1-8137-0043 |      |
| (Standort) | Körpergräber der frühen Bronzezeit. | D-1-8137-0044 |      |
| (Standort) | Körpergräber der Völkerwanderungszeit. | D-1-8137-0047 |      |
| (Standort) | Verebnete Grabhügel vorgeschichtlicher Zeitstellung. | D-1-8137-0049 |      |
| (Standort) | Verebnete Grabhügel vorgeschichtlicher Zeitstellung. | D-1-8137-0051 |      |
| (Standort) | Niederungsburgstall des hohen oder Mittelalters. | D-1-8137-0053 |      |
| (Standort) | Grabhügel vorgeschichtlicher Zeitstellung. | D-1-8137-0063 |      |
| (Standort) | Burgstall des älteren oder hohen Mittelalters. | D-1-8137-0064 |      |
| (Standort) | Burgstall des älteren oder hohen Mittelalters. | D-1-8137-0065 |      |
| (Standort) | Reihengräberfeld des frühen Mittelalters sowie Brandgräber der Bronzezeit und Siedlung vor- und frühgeschichtlicher Zeitstellung.                                                | D-1-8137-0071 |      |
| (Standort) | Siedlung der mittleren und späten Bronzezeit. | D-1-8137-0076 |      |
| (Standort) | Siedlung vorgeschichtlicher Zeitstellung, u. a. der der späten Latènezeit. | D-1-8137-0077 |      |
| (Standort) | Untertägige frühneuzeitliche Befunde im Bereich der katholischen Wallfahrtskirche Hl. Dreifaltigkeit in Weihenlinden und ihrer Vorgängerbauten mit ehemaligem Augustinerkloster. | D-1-8137-0078 |      |
| (Standort) | Körpergräber vor- oder frühgeschichtlicher Zeitstellung. | D-1-8137-0102 |      |
| (Standort) | Siedlung und Gräber der Bronze- und Urnenfelderzeit sowie der römischen Kaiserzeit.                                                                                              | D-1-8137-0103 |      |
| (Standort) | Untertägige mittelalterliche und frühneuzeitliche Befunde und Funde im Bereich der katholischen Pfarrkirche St. Michael in Götting und ihrer Vorgängerbauten.                    | D-1-8137-0107 |      |
| (Standort) | Untertägige mittelalterliche und frühneuzeitliche Befunde im Bereich der ehemaligen katholischen Pfarrkirche St. Martin in Högling.                                              | D-1-8137-0111 |      |
| (Standort) | Untertägige mittelalterliche und frühneuzeitliche Befunde und Funde im Bereich der katholischen Pfarrkirche St. Vigilius in Kirchdorf am Haunpold und ihrer Vorgängerbauten.     | D-1-8137-0113 |      |
| (Standort) | Untertägige mittelalterliche und frühneuzeitliche Befunde und Funde im Bereich der katholischen Filialkirche St. Nikolaus in Mittenkirchen und ihrer Vorgängerbauten.            | D-1-8137-0116 |      |
| (Standort) | Untertägige frühneuzeitliche Befunde im Bereich von Schloss Maxhofen (ehem. Ainhofen) und seiner Vorgängerbauten mit abgegangenem Wirtschaftshof.                                | D-1-8137-0126 |      |
| (Standort) | Untertägige frühneuzeitliche Befunde und Funde im Bereich der katholischen Filialkirche St. Isidor in Linden.                                                                    | D-1-8137-0169 |      |